# Copa Gobierno del Estado de Sergipe
La Copa Gobierno del Estado de Sergipe, que también ya fue llamada Copa Governardor João Alves Filho y Copa Governador do Estado fue un torneo de copa de fútbol en donde participaan los equipos del estado de Sergipe en Brasil.
Fue un torneo organizado por la Federação Sergipana de Futebol (FSF) para decidir uno de los representantes estatales en la Copa do Brasil del año siguiente. El primer torneo se realizó en 2003, sin edición en 2004. En 2005, se reanudó la disputa de la Copa, siendo la disputa del torneo poco después de la finalización del Campeonato Sergipano. Después de controversias por su disputa en 2011, la competencia se realiza nuevamente en 2012, bajo el patrocinio de Banese, el banco estatal del estado de Sergipe. Desde 2013, el torneo se juega antes del Campeonato Sergipano, y los clubes que participan en la Copa del Nordeste no juegan la Copa del Gobierno del Estado.

## Títulos

### Por ciudad
| Cidad          | Títulos | Subtítulos |
| -------------- | ------- | ---------- |
| Aracaju        | 5       | 5          |
| Itabaiana      | 2       | 2          |
| São Domingos   | 2       | 0          |
| Tobias Barreto | 1       | 0          |
| Carmópolis     | 0       | 1          |
| Propriá        | 0       | 1          |
| Porto da Folha | 0       | 1          |

## Participaciones
| Clubes           | Participaçiones | Temporadas                                     | Títulos |
| ---------------- | --------------- | ---------------------------------------------- | ------- |
| Confiança        | 8               | 2003, 2005, 2006, 2007, 2008, 2009, 2010, 2012 | 4       |
| Sergipe          | 8               | 2003, 2005, 2006, 2007, 2008, 2009, 2012, 2013 | 1       |
| Itabaiana        | 7               | 2003, 2005, 2006, 2007, 2008, 2009, 2014       | 2       |
| América-SE       | 4               | 2007, 2008, 2010, 2013                         |         |
| Lagartense       | 3               | 2003, 2005, 2006                               |         |
| Olímpico         | 3               | 2007, 2013, 2014                               |         |
| River Plate-SE   | 3               | 2010, 2012, 2013                               |         |
| Socorrense       | 3               | 2012, 2013, 2014                               |         |
| Boca Júnior-SE   | 2               | 2005, 2013                                     |         |
| Pirambu          | 2               | 2006, 2007                                     |         |
| São Domingos     | 2               | 2009, 2010                                     | 2       |
| Lagarto          | 2               | 2013, 2014                                     |         |
| Estanciano       | 2               | 2013, 2014                                     |         |
| Riachuelo        | 1               | 2005                                           |         |
| Guarany          | 1               | 2006                                           |         |
| Sao Cristobao-SE | 1               | 2008                                           |         |
| Amadense         | 1               | 2014                                           | 1       |
| Coritiba-SE      | 1               | 2014                                           |         |
| Canindé          | 1               | 2014                                           |         |